# Данзандорж, Мирослава Данзановна
Мирослава Данзановна Данзандорж (в девичестве — Дагбаева; род. 14 августа 1987 года, Оёр, Бурятия, РФ) — российская и монгольская спортсменка, стрелок из лука. Участница XXXIX летних Олимпийских игр (2008). Серебряный призер первенства Европы в командных соревнованиях (2002-2003).
Двукратная чемпионка России (2007, 2008), серебряный призер чемпионата России (2006, 2009) в личных соревнованиях. Двукратная чемпионка России в командных соревнованиях (2008, 2009). Трехкратная чемпионка России в помещении в личных соревнованиях (2006, 2007, 2008). Двукратный бронзовый призер чемпионата России в помещении в командных соревнованиях (2008, 2011).
Мастер спорта России международного класса.

## Спортивная карьера

### Олимпийские игры 2008 года
Она представляла Россию на Летних Олимпийских играх 2008 года в Пекине. В квалификации Мирослава набрала 637 очков, что позволило ей занять 23-е место и попасть в основную сетку турнира. В первом раунде она встретилась с Риной Деви Пуспитасари. Обе спортсменки набрали по 106 очков за 5 серий, победитель определился перестрелкой. В ней Мирослава набрала 10 очков, а Пуспитасари — 9. Во втором раунде Мирослава встретилась с 10-й сеяной, Аной Рендон, и проиграла со счетом 106–110.